# Lee Trevino's Fighting Golf
Lee Trevino's Fighting Golf (Fighting Golf (ファイティング ゴルフ, Faitingu gorufu) au Japon) est un jeu d'arcade de simulation de golf pour deux joueurs de manière alternative développé par SNK, sorti en 1988 sur borne d'arcade (sur le système Ikari Warriors),. Il a ensuite été porté sur Nintendo Entertainment System, PC DOS et Apple II.
La même année, le jeu sort également sous le nom de Country Club, reprenant la même architecture et le même programme avec quelques différences : un contrôle au trackball, l'absence de la sélection du golfeur, l'amélioration et la modification des graphismes.

## Système de jeu
Le joueur peut choisir entre quatre golfeurs différents, ayant chacun ses propres caractéristiques :
- Pretty Amy (Pretty Eri), la golfeuse du jeu porte une jupe et montre accidentellement sa culotte quand elle tire dans la balle à l'aide de son club de golf ;
- Big Jumbo ;
- Super Mex, surnom de Lee Trevino, qui donne son nom à la version occidentale du jeu. Il remplace Birdie Tommy, présent dans la version japonaise ;
- Miracle Chosuke.

L'écran de jeu principal est partagé en deux. La moitié droite montre le drapeau du point de vue du joueur, l'autre est une vue aérienne du parcours.

## Accueil
En mai 1988, Fighting Golf est classé 9e de la catégorie « Table videos » du Best Hit Games 25 du magazine Game Machine, avec une note de 5,20.
Le magazine Your Sinclair juge cette simulation « sans inspiration » et « un peu confuse », au point de perdre même les joueurs les plus férus de golf en cours de partie.

## Référence
Un jeu appelé Lee Carvallo's Putting Challenge apparaît dans l'épisode des Simpson, Marge et son petit voleur. Il y est dépeint comme un mauvais jeu ennuyant en comparaison aux autres jeux disponibles en même temps.